# Liheng Shuiku
Liheng Shuiku är en reservoar i Kina. Den ligger i provinsen Jiangxi, i den sydöstra delen av landet, omkring 440 kilometer söder om provinshuvudstaden Nanchang. Liheng Shuiku ligger 276 meter över havet. Arean är 2,0 kvadratkilometer. I omgivningarna runt Liheng Shuiku växer huvudsakligen savannskog. Den sträcker sig 2,1 kilometer i nord-sydlig riktning, och 3,5 kilometer i öst-västlig riktning.
Genomsnittlig årsnederbörd är 1 969 millimeter. Den regnigaste månaden är maj, med i genomsnitt 376 mm nederbörd, och den torraste är oktober, med 19 mm nederbörd.